# Комаров Петро Миколайович
Петро Миколайович Комаров (нар. 18 липня 1906, місто Ялта, тепер Автономна Республіка Крим — 10 листопада 1944, місто Запоріжжя) — український радянський державний діяч, 1-й та 2-й секретар Запорізького міського комітету КП(б)У.

## Життєпис
Народився в робітничій родині.
У березні 1918 — жовтні 1927 року — вихованець, червоноармієць, боєць-політрук в Червоній армії. Учасник Громадянської війни в Росії, брав участь у боях на Денікінському, Польському, Врангелівському фронтах.
Член ВКП(б) з липня 1926.
У листопаді 1927 — вересні 1929 року — пропагандист Джанкойського районного комітету ВКП(б) Кримської АРСР.
У вересні 1929 — серпні 1931 року — слухач відділення суспільствознавства Сімферопольської радпартшколи (не закінчив).
У серпні 1931 — вересні 1935 року — парторг доменного цеху Керченського металургійного заводу імені Войкова.
У вересні 1935 — серпні 1937 року — студент металургійного факультету Харківської промислової академії імені Сталіна (не закінчив).
У серпні 1937 — червні 1938 року — секретар Запорізького міського комітету КП(б)У.
28 червня — 3 липня 1938 року — 1-й секретар Орджонікідзевського районного комітету КП(б)У міста Запоріжжя. 3 липня — 17 вересня 1938 року — 1-й секретар районного комітету КП(б)У на заводі «Запоріжсталь» міста Запоріжжя.
17 вересня 1938 — 27 лютого 1939 року — 2-й секретар Запорізького міського комітету КП(б)У. 27 лютого 1939 — 4 березня 1940 року — 1-й секретар Запорізького міського комітету КП(б)У. 4 березня 1940 — 4 жовтня 1941 року — 2-й секретар Запорізького міського комітету КП(б)У.
Учасник німецько-радянської війни. У жовтні 1941 — лютому 1942 року — секретар партійної комісії, у лютому — травні 1942 року — начальник політичного відділу тилу військової частини № 1125 18-ї армії. У травні — вересні 1942 року — секретар партійної комісії політичного відділу 24-ї армії. У вересні 1942 — січні 1943 року — секретар партійної комісії політичного відділу Північної групи військ Північно-Кавказького фронту. У січні — жовтні 1943 року — секретар партійної комісії Північно-Кавказького фронту.
16 жовтня 1943 — 10 листопада 1944 року — 2-й секретар Запорізького міського комітету КП(б)У.
Трагічно загинув 10 листопада 1944 року. Труна з тілом секретаря міськкому КП(б)У, члена бюро обкому КП(б)У, депутата обласної ради депутатів трудящих була встановлена в приміщенні міськпарткабінету (вулиця К. Лібкнехта, 85). Похорони відбулися на майдані «Свобода» в Запоріжжі.

## Звання
- майор

## Нагороди
- орден Червоної Зірки (1943)